# Songs from a Room
Songs from a Room — второй студийный альбом канадского поэта и музыканта Леонарда Коэна, изданный в 1969 году.

## Об альбоме
Коэн отказался от услуг продюсера Джона Саймона после споров относительно сведения дебютного альбома музыканта Songs of Leonard Cohen. Исполнитель лично выбрал продюсера Боба Джонстона для создания на Songs from a Room минималистического «спартанского» звука. Songs from a Room, таким образом, получился наиболее близким к архетипу «ранний Коэн». В 1990 году альбом был переиздан на CD.

### Песни
- «Bird on the Wire», описанная Леонардом как «просто кантри-песня», тем не менее стала одной из наиболее знаковых в его репертуаре. Впоследствии она была исполнена множеством музыкантов, в том числе Вилли Нельсоном на трибьют-альбоме Коэну Tower of Song и Джонни Кэшем на его известном акустическом альбоме American Recordings.
- «Story of Isaac» основана на истории из Ветхого Завета о том, как Авраам пожертвовал своим сыном Исааком. Песня заканчивается наставлением отца о том, что больше не нужно жертвовать своими сыновьями, которое широко интерпретировалась в связи с критикой войны во Вьетнаме.
- Текст «The Partisan» был написан французской певицей русского происхождения Анной Марли. Песня основана на поэме «La complainte du partisan» известного деятеля Французского Сопротивления Эммануэля д’Астье.
- Песня «Seems So Long Ago, Nancy» рассказывает историю Нэнси Чаллис — молодой женщины из Монреаля, долгое время страдавшей депрессий и, в итоге, покончившей жизнь самоубийством[5]. Позднее, однако, Коэн отказался от этой версии и заявил, что Нэнси — это всего лишь официантка в одном из американских jook joint, с которой он был немного знаком. Возможно, музыкант был тогда неискренен.

## Список композиций
Автор всех песен Леонард Коэн, кроме отмеченной.

### Сторона 1
1. «Bird on the Wire[англ.]» — 3:28
2. «Story of Isaac» — 3:38
3. «A Bunch of Lonesome Heroes» — 3:18
4. «The Partisan[англ.]» (Хи Зарет[англ.], Анна Марли) — 3:29
5. «Seems So Long Ago, Nancy» — 3:41

### Сторона 2
1. «The Old Revolution» — 4:50
2. «The Butcher» — 3:22
3. «You Know Who I Am» — 3:32
4. «Lady Midnight» — 3:01
5. «Tonight Will Be Fine» — 3:53

### Бонус-треки
1. «Like a Bird (Bird on the Wire)» — 3:21
2. «Nothing to One (You Know Who I Am)» — 2:17

## Хит-парады
| Хит-парад (1969)                 | Высшая позиция |
| -------------------------------- | -------------- |
| Нидерланды (Album Top 100)       | 12             |
| Великобритания (UK Albums Chart) | 2              |
| США (Billboard 200)              | 63             |

| Хит-парад (2016)          | Высшая позиция |
| ------------------------- | -------------- |
| Италия (Classifica album) | 91             |

### Сертификации
| Регион                                                      | Сертификация | Продажи |
| ----------------------------------------------------------- | ------------ | ------- |
| Канада (Music Canada)                                       | Золотой      | 50,000^ |
| ^ Данные о тиражах приведены только на основе сертификации. |              |         |